# Cur

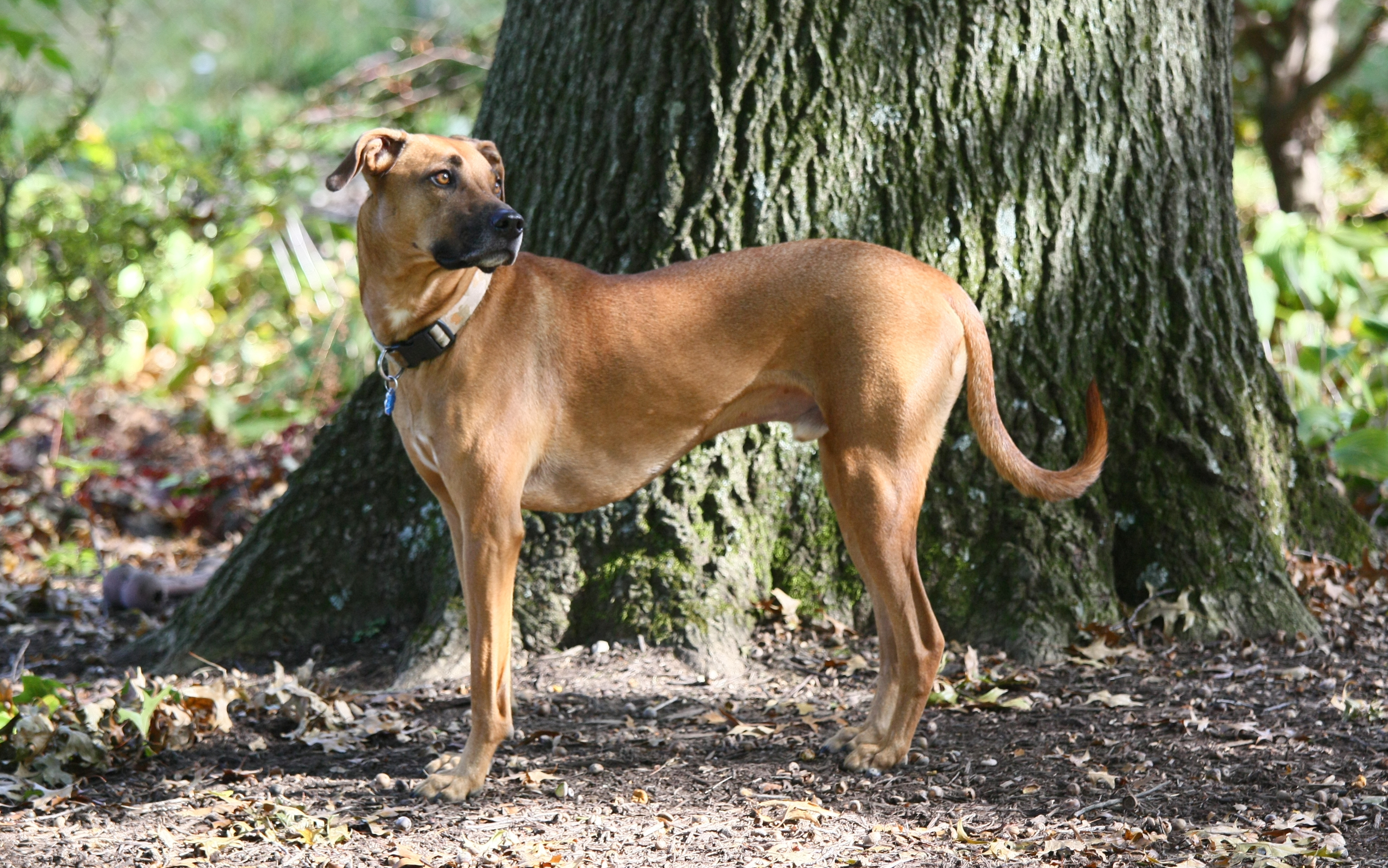
Black Mouth Cur

Cur är i amerikanskt språkbruk en korthårig hund som kan användas både som vallhund och jakthund.

## Raser

### Erkända avAKC
- Mountain Cur

### Erkända avUKC
- Black Mouth Cur
- Stephens' Cur
- Treeing Cur